# Kenneth Oakley
Kenneth Page Oakley (7 april 1911 - 2 november 1981) was een Engels fysisch antropoloog, paleontoloog en geoloog. Hij is vooral bekend geworden door zijn rol bij de ontmaskering in de jaren 50 van de 20e eeuw van de Piltdown-mens als hoax.
Oakley werd in vakkringen bekend om zijn werk in de relatieve datering van fossielen op basis van het fluorgehalte.
Oakley werd geboren en stierf in Amersham, Buckinghamshire.
Kenneth Oakley is auteur van en heeft bijgedragen aan meerdere publicaties op het gebied van menselijke evolutie. Een van deze publicaties betreft zijn boek Man the Tool-Maker (1972) waarin hij de ontdekkingen van pre-hominine en hominine gereedschapsgebruik grondig schetst. Oakley doet dit door de lezer door de historische achtergrond te leiden van de eerdere opvattingen over evolutie, waarom het gebruik van gereedschap mogelijk is begonnen, verschillende gereedschapssamenstellingen en doeleinden zoals ontdekt door fossielen, en hoe het gebruik van gereedschap de ontwikkeling van unieke culturen kan hebben beïnvloed. 
Een andere wetenschappelijke bron waaraan Oakley heeft bijgedragen, is de Catalogue of Fossil Hominids Part III: Americas, Asia, Australasia, die hij in samenwerking met Bernard Grant Campbell en Theya Ivitsky Molleson bewerkte. Deze catalogus, inclusief Deel I: Afrika en Deel II: Europa, bevatte een inventarisatie van alle vondsten van resten van mensachtigen die tot die tijd in de late jaren zestig en vroege jaren zeventig waren ontdekt, inclusief waar ze werden ontdekt, de belangrijkste kenmerken van het exemplaar, en hun archeologische context. Oakley kreeg de taak om de geologische en absolute ouderdom van deze exemplaren te bevestigen, wat als zijn specialiteit werd beschouwd.
In 1953 publiceerde Oakley, samen met J.S. Weiner en W.E. le Gros Clark The Solution of the Piltdown Problem in het Bulletin van het British Museum of Natural History- Geology Department, waarin zij de Piltdown-mens als vervalsing ontmaskerden.